# Татітлек (Аляска)
Татітлек (англ. Tatitlek) — переписна місцевість (CDP) в США, в окрузі Вальдес-Кордова штату Аляска. Населення — 90 осіб (2020).

## Географія
Татітлек розташований за координатами 60°53′53″ пн. ш. 146°40′46″ зх. д. / 60.89806° пн. ш. 146.67944° зх. д. (60.897951, -146.679568).  За даними Бюро перепису населення США в 2010 році переписна місцевість мала площу 26,06 км², з яких 18,81 км² — суходіл та 7,25 км² — водойми.

## Демографія
Згідно з переписом 2010 року, у переписній місцевості мешкало 88 осіб у 36 домогосподарствах у складі 21 родини. Густота населення становила 3 особи/км².  Було 75 помешкань (3/км²).
Расовий склад населення:
| - 60,2 % — корінних американців - 30,7 % — білих - 1,1 % — вихідців з тихоокеанських островів - 1,1 % — азіатів - 1,1 % — осіб інших рас |

До двох чи більше рас належало 5,7 %. Частка іспаномовних становила 3,4 % від усіх жителів.
За віковим діапазоном населення розподілялося таким чином: 34,1 % — особи молодші 18 років, 63,6 % — особи у віці 18—64 років, 2,3 % — особи у віці 65 років та старші. Медіана віку мешканця становила 29,5 року. На 100 осіб жіночої статі у переписній місцевості припадало 83,3 чоловіків;  на 100 жінок у віці від 18 років та старших — 87,1 чоловіків також старших 18 років.
Середній дохід на одне домашнє господарство  становив 54 956 доларів США (медіана — 40 000), а середній дохід на одну сім'ю — 64 165 доларів (медіана — 47 500). За межею бідності перебувало 12,8 % осіб, у тому числі 55,6 % дітей у віці до 18 років та 0,0 % осіб у віці 65 років та старших.
Цивільне працевлаштоване населення становило 51 особа. Основні галузі зайнятості: публічна адміністрація — 45,1 %, освіта, охорона здоров'я та соціальна допомога — 31,4 %, транспорт — 15,7 %, виробництво — 3,9 %.